# Macha van der Vaart
Macha Alexandra van der Vaart (* 17. April 1972 in Alkmaar) ist eine ehemalige niederländische Hockeyspielerin. Sie gewann mit der niederländischen Nationalmannschaft je eine olympische Silber- und Bronzemedaille. 1999 und 2003 war sie Europameisterin und 2002 Weltmeisterschaftszweite.

## Sportliche Karriere
Macha van der Vaart bestritt insgesamt 152 Länderspiele, in denen sie 16 Tore erzielte.
Die Mittelfeldspielerin debütierte Ende 1998 in der Nationalmannschaft. Im Sommer 1999 fand die Europameisterschaft in Köln statt. Die Niederländerinnen gewannen ihre Vorrundengruppe und bezwangen im Halbfinale das englische Team nach Verlängerung. Im Finale siegten die Niederländerinnen mit 2:1 gegen die deutsche Mannschaft. Macha van der Vaart wurde in vier von fünf Vorrundenspielen eingesetzt und trug damit zum Titelgewinn bei. Bei den Olympischen Spielen 2000 in Sydney belegten die Niederlande in der Vorrunde den dritten Platz und erreichten damit die Hauptrunde. Mit einem Sieg und zwei Niederlagen platzierten sich die Niederländerinnen in der Hauptrunde auf dem vierten Platz und spielten gegen die spanische Mannschaft um Bronze. Dieses Spiel gewannen sie mit 2:0.
2002 bei der Weltmeisterschaft in Perth gewannen die Niederländerinnen die Vorrundengruppe vor den Australierinnen. Im Halbfinale siegten sie mit 1:0 gegen die Chinesinnen. Das Finale gewann die argentinische Mannschaft im Siebenmeterschießen. Die Europameisterschaft 2003 in Madrid war die sechste Europameisterschaft für Damen, die Niederländerinnen gewannen den fünften Titel. Nach einem 5:1-Halbfinalsieg über die deutsche Mannschaft bezwangen sie die Spanierinnen im Finale mit 5:0. Bei den Olympischen Spielen 2004 in Athen gewannen die Niederländerinnen ihre Vorrundengruppe, wobei sie die zweitplatzierten Deutschen mit 4:1 besiegten. Im Halbfinale bezwangen die Niederländerinnen die argentinischen Weltmeisterinnen nach Siebenmeterschießen. Im Finale trafen die Niederländerinnen wieder auf die deutsche Mannschaft und unterlagen 1:2. Für Macha van der Vaart war das Olympiafinale das letzte Länderspiel.